# Halfdan Gran Olsen
Halfdan Gran Olsen, né le 7 octobre 1910 et mort le 16 janvier 1971, est un rameur d'aviron norvégien.

## Palmarès

### Jeux olympiques
- Londres 1948
  -  Médaille de bronze en huite de pointe avec barreur[1]
- 2014 à Belgrade, (Serbie)
  -  Médaille de bronze en Deux de couple poids légers
- 2014 à Séville, (Espagne)
  -  Médaille d'argent en Deux de couple poids légers